# Try Before You Die
Try Before You Die is een televisieprogramma van BNN, waarvan de eerste aflevering op 19 september 2005 werd uitgezonden. Het draaide om zaken die men gedaan zou moeten hebben voordat aan het leven een eind komt. De onderwerpen waren onder meer streaken, abseilen en bungeejumpen. In het programma werden grenzen opgezocht en dit werd allemaal op camera geregistreerd. Op 22 februari 2011 werd voorlopig de laatste uitzending van het programma uitgezonden. Op 15 en 22 februari van dat jaar werden de beste onderwerpen uit de 5 seizoenen nog eens uitgezonden.
Vanaf 1 maart 2011 werd er een vervolg uitgezonden onder de titel Try Before You Die 2, waarin door kijkers aangedragen ideeën en onderwerpen werden uitgeprobeerd.
Het programma won in 2007 in BNN's Hoofdprijs de prijs voor beste infotainmentprogramma.
In september 2021 keerde het programma na tien jaar terug voor een zesde seizoen, ditmaal als kinderprogramma bij televisiezender NPO Zapp als onderdeel van BNNVARA.

## Presentatoren
| Naam                         | Seizoen | Seizoen | Seizoen | Seizoen | Seizoen | Seizoen |
| Naam                         | S 1     | S 2     | S 3     | S 4     | S 5     | S 6     |
| ---------------------------- | ------- | ------- | ------- | ------- | ------- | ------- |
| Bridget Maasland             |         |         |         |         |         |         |
| Eddy Zoëy                    |         |         |         |         |         |         |
| Filemon Wesselink            |         |         |         |         |         |         |
| Katja Schuurman              |         |         |         |         |         |         |
| Kürt Rogiers                 |         |         |         |         |         |         |
| Patrick Lodiers              |         |         |         |         |         |         |
| Sophie Hilbrand              |         |         |         |         |         |         |
| Dennis Storm                 |         |         |         |         |         |         |
| Ruben Nicolai                |         |         |         |         |         |         |
| Sander Lantinga              |         |         |         |         |         |         |
| Nicolette Kluijver           |         |         |         |         |         |         |
| Yolanthe Cabau van Kasbergen |         |         |         |         |         |         |
| Steyn de Leeuwe              |         |         |         |         |         |         |
| Zarayda Groenhart            |         |         |         |         |         |         |
| Valerio Zeno                 |         |         |         |         |         |         |
| Geraldine Kemper             |         |         |         |         |         |         |
| Nesim El Ahmadi              |         |         |         |         |         |         |
| Jurre Geluk                  |         |         |         |         |         |         |
| Dionne Slagter               |         |         |         |         |         |         |
| Quinty Misiedjan             |         |         |         |         |         |         |
| Stephanie van Eer            |         |         |         |         |         |         |
| Tim Senders                  |         |         |         |         |         |         |
| Jamaal Hussein               |         |         |         |         |         |         |
| Qucee                        |         |         |         |         |         |         |
| Fenna Ramos                  |         |         |         |         |         |         |